# Eparchia jugorska
Eparchia jugorska – jedna z eparchii Rosyjskiego Kościoła Prawosławnego z siedzibą w Jugorsku. Należy do metropolii chanty-mansyjskiej.
Utworzona 25 grudnia 2014 postanowieniem Świętego Synodu Rosyjskiego Kościoła Prawosławnego, poprzez wydzielenie z eparchii chanty-mansyjskiej. Terytorialnie obejmuje część Chanty-Mansyjskiego Okręgu Autonomicznego – Jugry (okręgi miejskie Jugorsk, Niagań, Uraj oraz rejony biełojarski, bieriozowski, kondinski, oktiabrski i sowiecki).
Pierwszym ordynariuszem eparchii został biskup jugorski i niagański Focjusz (Jewtichiejew), który sprawował urząd do 2023 r. Obecnie eparchia nie posiada ordynariusza.
W skład eparchii wchodzi 6 dekanatów.